# Frederiksberg Slotssogn

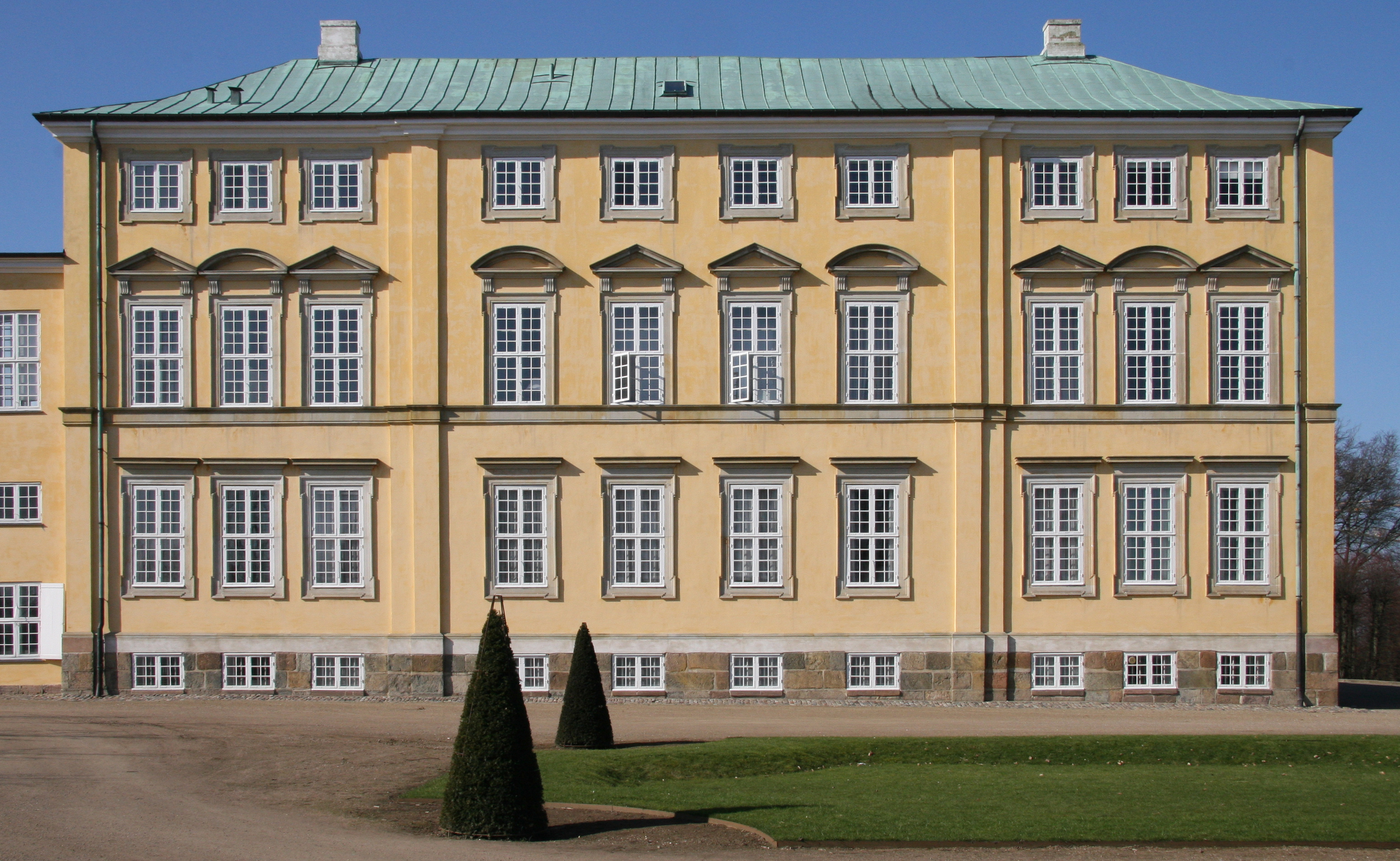
Frederiksberg Slotskirke

Frederiksberg Slotssogn (dt.: Schlossgemeinde Frederiksberg)
ist eine ehemalige Kirchspielsgemeinde (dän.: Sogn)
in der Stadt Frederiksberg im Nordosten der dänischen Insel Sjælland. Es entstand 1982 durch Abspaltung aus dem Frederiksberg Sogn. Dieses gehörte bis 1970 zur Harde Sokkelund Herred im damaligen Københavns Amt, danach zur amtsfreien Frederiksberg Kommune, die im Zuge der  Kommunalreform zum 1. Januar 2007 Teil der Region Hovedstaden geworden ist. 2013 wurden die beiden Sogne wieder zusammengelegt.
Am 1. Oktober 2013 lebten 5342 Einwohner im Kirchspiel Frederiksberg Slotssogn. Im Kirchspiel liegt die Kirche „Frederiksberg Slotskirke“  (dt.: Schlosskirche Frederiksberg).
Nachbargemeinden waren im Westen Flintholm Sogn, im Nordwesten Lindevang Sogn, im Norden Solbjerg Sogn und im Osten Frederiksberg Sogn, ferner in der Frederiksberg umgebenden København Kommune (dt.: Kopenhagen) im Südosten Kristkirkens Sogn, im Süden Valby Sogn und im Südwesten Timotheus Sogn.